# 21087 Petsimpallas
21087 Petsimpallas (1992 BH2) là một tiểu hành tinh vành đai chính được phát hiện ngày 30 tháng 1 năm 1992 bởi E. W. Elst ở Đài thiên văn Nam Âu. Nó được đặt theo tên botanist và zoologist Peter Simon Pallas.